# 傑克萊恩：詭影任務
《傑克萊恩：詭影任務》（英語：Jack Ryan: Shadow Recruit）是一部2014年美國動作驚悚片，由此片的共同主演肯尼斯·布萊納執導。克里斯·潘恩、凱文·科斯納、肯尼斯·布萊納和綺拉·奈特莉主演。此部電影的主角是由作家湯姆·克蘭西創造的虛構人物傑克·萊恩。這是傑克·萊恩系列電影的第五部作品，不過這次重新建構了前幾代所處的世界。不同於前幾部，本片並非改編自湯姆·克蘭西的特定原著小說，而是一個原創的故事。由潘恩飾演主角，成為繼亞歷·鮑德溫、哈里遜·福特和班·艾佛列克後，第四位飾演萊恩的演員。
本片由電影製片廠天空之舞製片公司、迪·博纳文图拉製片公司、麥斯·紐菲爾製片公司、Buckaroo Entertainment、Etalon Film和Translux共同製作。並由派拉蒙影業於2014年1月17日發行。在家庭錄影帶市場，本片於6月10日推出藍光光碟格式。
2014年2月4日，瓦雷澤·薩拉班德唱片推出了CD形式的電影原聲帶。電影配樂則由派屈克·道爾打造。而這部電影的票房曾超過1.3億美元。《傑克萊恩：詭影任務》有著正反兩面的評論。本片是獻給在2013年10月1日逝世的克蘭西。

## 劇情
在九一一襲擊事件之後，就讀於倫敦政治經濟學院的傑克·萊恩（克里斯·潘恩飾）加入了美國海軍陸戰隊，成為一名少尉。然而，在一次征戰阿富汗的任務中，他乘坐的直升機被擊落，造成他的脊椎嚴重受傷。在漫長的復健過程中，他與醫學院學生凱西‧穆勒（綺拉·奈特莉飾）墜入愛河。此外，他也受到中央情報局官員湯馬士·哈柏（凱文·科斯納飾）的關注，被招攬進入中央情報局。
十年後，萊恩進入華爾街工作，同時暗中為中央情報局調查暗藏恐怖行動的金融交易。俄羅斯聯邦失去了在聯合國的關鍵票後，萊恩察覺市場並沒有以預期的方式做出回應。他更發現一筆由俄羅斯組織持有的數兆美金資金在一夕之間消失無蹤，同時，這一大筆資金全數轉到一位名為維克多·奇立文（肯尼斯·布萊納飾）的俄羅斯大亨名下。
萊恩的老闆與奇立文有生意上的來往，但是，身為稽核人員的他卻沒有辦法進入某些帳戶查帳，所以他便起身前往莫斯科進行調查。抵達莫斯科後，一位假扮成保鑣的刺客企圖謀殺他，而他順利地從刺客手中逃脫，並且向中央情報局發出求救訊號。萊恩在得知前來支援的是哈柏後感到相當驚訝，隨後便向他解釋奇立文如何在上演一場恐怖攻擊後，透過他的地下投資使美國的財政崩盤，進而削弱全球市場。
隔日，他得知那間可疑公司為了防止他進行稽核，出售了所有的資產。同時，萊恩的未婚妻穆勒誤以為他有外遇，偷偷地飛往莫斯科與他見面。萊恩因而違背協議把一切告訴穆勒，穆勒在得知中央情報局的事情後，大大地鬆了一口氣。在毫無準備的情況下，哈柏同意了讓穆勒加入潛入奇立文辦公室的計畫。隨後，萊恩和穆勒便與奇立文相約在後者辦公室對街的一家高檔餐廳見面。萊恩在晚餐上故意出洋相侮辱穆勒，並試圖讓自己從晚宴上脫身，進入奇立文的辦公室下載關鍵貪汙檔案。
萊恩與中央情報局發現奇立文偽造他的兒子亞歷山卓（尤葛夫飾）的死亡證明，並將他送往美國化身為一位潛伏特工。萊恩利用他擅長的模式識別找到亞歷山卓的藏身之處，以及他所鎖定的目標——華爾街。隨後，他更定位到一輛由亞歷山卓駕駛的假警用應變車，於是展開了一場追逐。萊恩順利追上亞歷山卓並與他展開搏鬥後，並發現了這輛警車後面裝載有炸彈。因為萊恩無法將炸彈拆除，所以他劫持了車輛，載著亞歷山卓開向東河。在車輛正要墜入河中時，萊恩立馬跳出車外，炸彈在河中引爆並炸死了車上的亞歷山卓。最終，奇立文在俄羅斯被同謀殺害，萊恩與哈柏獲邀至白宮晉見總統。

## 演員

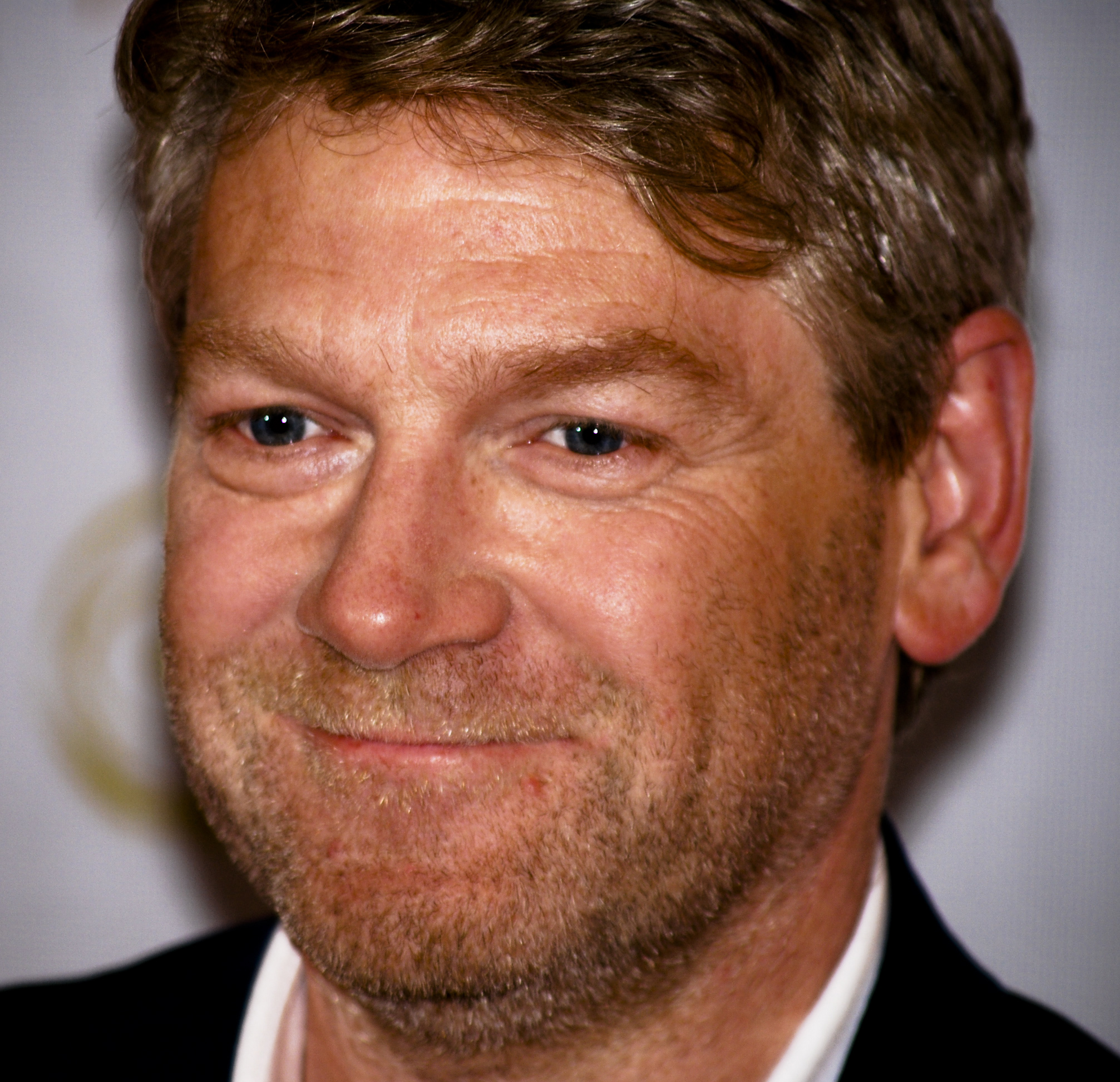
導演肯尼斯·布萊納同時也在劇中擔任虛構角色維克多·奇立文

| 演員                    | 角色                                   |
| 克里斯·潘恩             | 傑克·萊恩 Jack Ryan                    |
| 綺拉·奈特莉             | 凱西‧穆勒 Cathy Muller                 |
| 凱文·科斯納             | 湯馬士·哈柏 Thomas Harper              |
| 肯尼斯·布萊納           | 維克多·奇立文 Viktor Cherevin          |
| 亞歷·尤葛夫 Alec Utgoff | 亞歷山卓·波羅夫斯基 Aleksandr Borovsky |
| 諾索·安諾茲             | 安比·鄧 Embee Deng                     |
| 科鲁姆·费奥瑞           | 羅布·貝林格 Rob Behringer              |
| 陳靜                    | 張愛美 Amy Chang                       |
| 大卫·佩默               | 迪克森·劉易斯 Dixon Lewis              |
| 凯伦·戴维               | 聯邦調查局探員                         |
| 米凯亚·巴瑞辛尼科夫     | 內政部長索羅金 Sorokin                 |

## 攝製

### 發展
派拉蒙影業在他們的電影《恐懼的總和》（2002年）銷量成功後，他們嘗試延續傑克萊恩系列電影，但是並未能實現。該公司在2008年雇用了導演山姆·雷米，以帶領此系列電影的復興，但是他最終還是放棄了，因為他接下蜘蛛侠系列电影。
派拉蒙影業和合資者天空之舞製片公司在2009年10月與演員克里斯·潘恩洽談，邀他在電影中扮演取自湯姆·克蘭西，但不包含於任何小說的角色——傑克·萊恩。當時，製作人羅倫佐·狄·邦奈凡杜洛和麥斯·紐菲爾採用侯賽因·阿米尼最初的概念。傑克·本德在2010年8月是首位根據亞當·柯札德（Adam Cozad）暫名為《莫斯科》的腳本，執導這部片的導演。在隨後的幾個月，作家安東尼·佩卡姆進行改寫，之後寫《迫切的危機》劇本的史蒂夫·澤里安也加入了改寫的行列。然而，澤里安在幾個禮拜後退出，且該片的進度也因潘恩要在《闇黑無界：星際爭霸戰》中飾演詹姆士·T·寇克一角，而被派拉蒙影業擱置了。在此期間，大衛·柯普開始改寫劇本，而開拍日期計畫於2012年下半年。
導演本德在2012年3月因為行程衝突而退出，造成此片的拍攝再度停擺。派拉蒙影業為了要在潘恩於2012年9月拍完《闇黑無界：星際爭霸戰》後，立即開始攝製，便很快地聘請了肯尼斯·布萊納來取代本德。 「我拿到了腳本，它非常引人入勝，而我也知道前幾部作品，我將會讀一些相關書籍，就是如此出乎意料的簡單」布萊納表示。「我原本將要製作另一部電影，但在這一部找上我後便推辭了，且我讀完後有非常強烈的感受，這是那種我會去劇院欣賞的電影。」

### 前期攝製

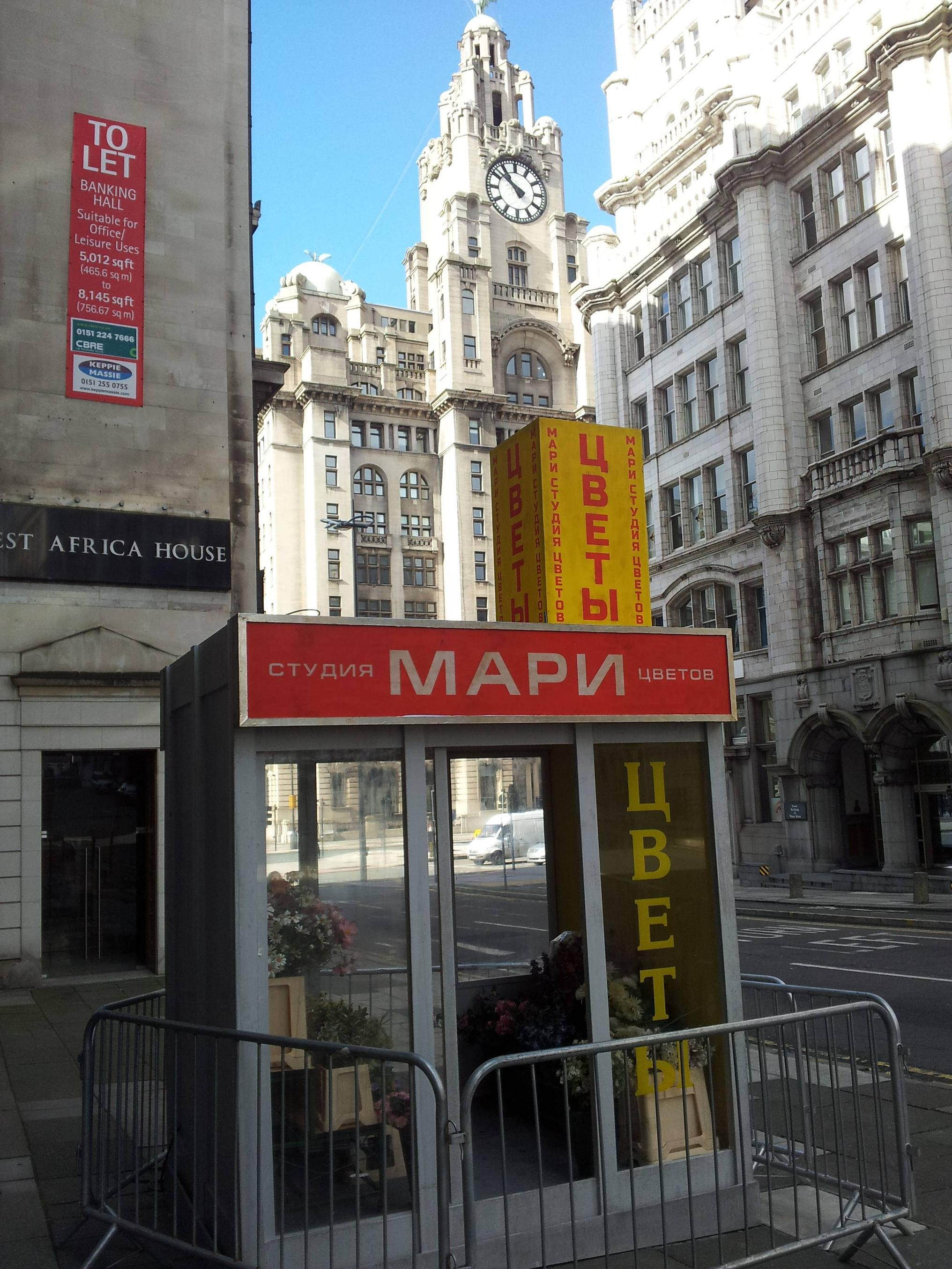
一些場景在英國利物浦的皇家利物大廈外拍攝

《傑克萊恩：詭影任務》的前期攝製在總部位於英國白金漢郡松木制片厂的製作室：August Street電影有限公司舉行。肯尼斯·布萊納在簽約擔任導演的數個月後，也和製作室達成協議，將在片中飾演反派。
2012年8月上旬，綺拉·奈特莉、費莉絲蒂·瓊斯和伊凡潔琳·莉莉被列入女主角名單中，同時也接洽了凱特·貝琴薩和潔西卡·貝兒，不過他們兩位皆表示婉拒。奈特莉在數天後獲選擔任女主角。凱文·科斯納於當月簽下一份兩部片的合約，將於本片中飾演湯馬士·哈柏，並出演另一部改編自克蘭西的《冷血悍將》的電影。
科魯姆·費奧瑞飾演傑克·萊恩任職的一家金融服務公司的上司。費奧瑞同時也曾在《恐懼的總和》飾演奧爾森（Olson）一角。

### 製作
派拉蒙影業和Skydance製片公司直到2012年9月18日才宣布開始《傑克萊恩：詭影任務》的首要製作，然而該片於曼哈頓的影像製作在2012年8月下旬便已浮出檯面。此時，該片正在皇家利物大廈拍攝，而在紐約市的拍攝也已經在前一個月完成了。其他取景地點還包括倫敦和莫斯科。之後也在紐約市完成了重新拍攝。

### 音樂
《傑克萊恩：詭影任務》的配樂是由曾與肯尼斯·布萊納合作多次的派屈克·道爾作曲。道爾花費超過常態、長達七個月的時間創作配樂。「在《傑克萊恩》中，（肯尼斯）想要為這一幕配樂，而我在次日也起了個主旋律。」道爾談道他與布萊納的關係。「其實，我坐在這看著這部片便寫下了主旋律。這正是一位和你非常親近的人所期望的。這並沒有任何壓力，你可以非常放鬆，特別像是布萊納這種人。他會把最好的帶給你，因為他創造了一個休閒、放鬆，但又同時勤奮的工作環境。 」
原聲帶由瓦雷泽·萨拉班德唱片於2014年1月14日發行數位版本，而實體版則於2月4日推出。
| 《傑克萊恩︰詭影任務》－電影原聲帶 | 《傑克萊恩︰詭影任務》－電影原聲帶 | 《傑克萊恩︰詭影任務》－電影原聲帶 |
| 曲序                               | 曲目                               | 时长                               |
| ---------------------------------- | ---------------------------------- | ---------------------------------- |
| 1.                                 | Flying Over Afghanistan            | 2:43                               |
| 2.                                 | The United Nations                 | 2:42                               |
| 3.                                 | Shadow Accounts                    | 2:54                               |
| 4.                                 | The Window Reflection              | 1:51                               |
| 5.                                 | Rooftop Call                       | 1:52                               |
| 6.                                 | Second Great Depression            | 3:19                               |
| 7.                                 | Faith Of Our Fathers               | 4:00                               |
| 8.                                 | Cherevin Meets Ryan                | 2:11                               |
| 9.                                 | Plan In a Van                      | 1:51                               |
| 10.                                | The Activation                     | 2:19                               |
| 11.                                | Aleksandr                          | 1:54                               |
| 12.                                | The Engagement                     | 2:24                               |
| 13.                                | Stealing The Data                  | 7:59                               |
| 14.                                | Get Out                            | 4:19                               |
| 15.                                | Moscow Car Chase                   | 4:15                               |
| 16.                                | The Lightbulb                      | 4:37                               |
| 17.                                | Unravelling The Data               | 4:37                               |
| 18.                                | CIA Recruitment                    | 1:41                               |
| 19.                                | Chopper To NYC                     | 1:40                               |
| 20.                                | Bike Chase                         | 3:47                               |
| 21.                                | Jack And Aleksandr                 | 3:15                               |
| 22.                                | Picking This Life                  | 1:04                               |
| 23.                                | Ryan, Mr. President                | 3:28                               |
| 24.                                | Shadow Recruit                     | 2:30                               |
| 总时长：                           | 总时长：                           | 73:12                              |

## 發行
本片最初計畫在2013年12月25日上映，但之後因為派拉蒙影業要在當日發行馬丁·史柯西斯的《華爾街之狼》，而被推遲至一月。之後被暫定在美國馬丁·路德·金紀念日之前的2014年1月17日發行。派拉蒙影業在2013年8月開始以《Jack Ryan: Shadow One》之名推出一部預告片。2013年10月2日，湯姆·克蘭西逝世後的隔天，首個電影海報以《傑克萊恩︰詭影任務》之名推出。而首部預告片也在是日推出。
本片之後於2014年5月20日在家用媒體市場推出隨選視訊格式。而DVD與藍光光碟則是在6月10日由派拉蒙家庭娛樂公司發行。

### 評價
《傑克萊恩：詭影任務》獲得了褒貶不一的評價。在爛番茄根據158條評論持有55％的新鮮度，平均評分為5.7／10。在Metacritic基於100位評論者，得分57（滿分100），持有36條評論。而在CinemaScore上，觀眾給了電影「B」的評價。

### 票房
《傑克萊恩：詭影任務》在美國和加拿大的首映日上獲得了540萬美元，並於週末結束票房共得1720萬美元。在電影的首映周末，有三分之一的觀眾為50歲，25歲以下的觀眾只有15％多，代表儘管是克里斯·潘恩所主演的，本電影未能吸引年輕族群觀眾。為2014年第二十四部最高票房的電影，並成為今年第一部已達到了全球票房超過1億美元的電影。國內票房為5057萬7412美元，海外為8492萬6336美元，全球共計1億3550萬3748美元。

## 外部連結
- 傑克萊恩：詭影任務的Facebook專頁
- 傑克萊恩：詭影任務的X（前Twitter）
- 互联网电影数据库（IMDb）上《Jack Ryan: Shadow Recruit》的资料（英文）
- 爛番茄上《傑克萊恩：詭影任務》的資料（英文）
- Metacritic上《傑克萊恩：詭影任務》的資料（英文）
- AllMovie上《Jack Ryan: Shadow Recruit》的资料（英文）
- Box Office Mojo上《Jack Ryan: Shadow Recruit》的資料（英文）
- 開眼電影網上《傑克萊恩︰詭影任務》的資料（繁體中文）
- 时光网上《傑克萊恩︰詭影任務》的資料（简体中文）
- 豆瓣电影上《傑克萊恩︰詭影任務》的資料 （简体中文）